# Inmatriculación

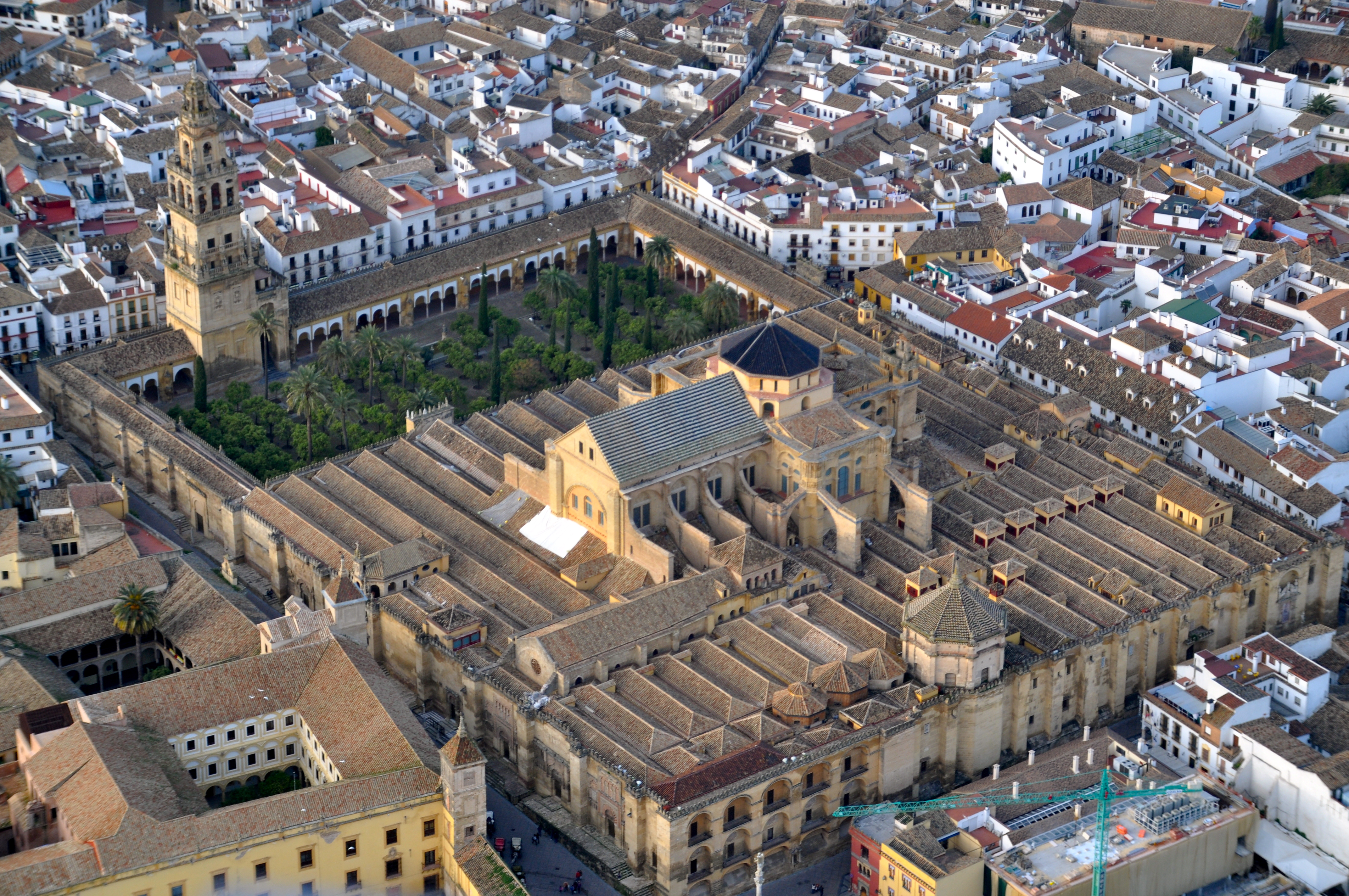
Mezquita de Córdoba inmatriculada

Inmatriculación, según el Diccionario panhispánico del español jurídico — DPEJ, consiste en la primera inscripción de una finca en el Registro de la Propiedad, resultando que «La inmatriculación o intabulación de una finca en el registro de la propiedad es: el ingreso o acceso de una finca en la vida registral de los Libros del Registro, efectuado por una inscripción de dominio de la misma a favor del inmatriculante» (Roca Sastre, R. M.: Derecho hipotecario, III, Barcelona, Bosch, 1979, pág. 127), con apoyo en los artículos 198, 203 y 205 del Decreto de 8 de febrero de 1946 por el que se aprueba la nueva redacción oficial de la Ley Hipotecaria.
Así, según el Título VI — De la concordancia entre el Registro y la realidad jurídica, Artículo 198, se posibilita, entre otros procedimientos, 5.º La inmatriculación de fincas que no estén inscritas a favor de persona alguna.

## Inmatriculaciones de Iglesia Católica en España
Durante el periodo comprendido entre 1998 y 2015 la Iglesia Católica en España ha inmatriculado diferentes inmuebles, suponiendo una masiva inscripción en el Registro de la Propiedad, resultando 34 961 inmatriculaciones a favor de la Iglesia Católica entre el 1 de enero de 1998 y la entrada en vigor de la ley de 2015, siendo 20 014 templos de la iglesia o dependencias complementarias y 14 947 son otro tipo de fincas: terrenos, solares, viviendas o locales. Además, ha precisado que 30 335 inmatriculaciones responden a una certificación eclesiástica y 4 626 se han inscrito bajo un título distinto.
Este proceso, durante el periodo que se señala, se ha realizado al amparo de sucesivas leyes, modificaciones y/o adaptaciones de las mismas, hasta la aprobación de la Ley 13/2015, de 24 de junio, de Reforma Hipotecaria que pone fin a la posibilidad de que la Iglesia Católica inmatricule bienes con certificación diocesana.
Ley Hipotecaria de 8 de febrero de 1861
En la primitiva Ley Hipotecaria de 8 de febrero de 1861, se establece un procedimiento especial subsidiario destinado a la inmatriculación de bienes públicos y eclesiásticos, justiciándose en que gran parte de unos y otros, bienes amortizados y no amortizados —desamortización española—, carecen de título inscrito, bien porque nunca lo tuvieron, o bien porque se extraviaron al incautarse de ellos el Estado.
Ley 13/1996, de 30 de diciembre
La Ley 13/1996, de 30 de diciembre, de Medidas Fiscales, Administrativas y del Orden Social, en su Artículo 144, incluye un nuevo párrafo en el artículo 206 de la Ley Hipotecaria: "Mediante certificación administrativa, librada en los términos indicados en el párrafo anterior y con los demás requisitos en cada caso establecidos, podrán inscribirse la declaración de obra nueva, mejoras y división horizontal de fincas urbanas, y, siempre que no afecten a terceros, las operaciones de agrupación, división, agregación y segregación de fincas del Estado y de los demás entes públicos estatales certificantes".
Esta ley es modificada por el «Real Decreto 1867/1998, de 4 de septiembre, por el que se modifican determinados artículos del Reglamento Hipotecario».
Ley 13/2015, de 24 de junio, de Reforma Hipotecaria
La Ley 13/2015, de 24 de junio, de Reforma Hipotecaria, «tiene un contenido global y alcanza a las relaciones entre Catastro y Registro», regulándose en el artículo 199 «el procedimiento de incorporación al folio registral de la representación gráfica catastral, lo que permitirá determinar con la mayor exactitud posible la porción de terreno sobre la que proyecta sus efectos».
Por otro lado, «el artículo 206 se ocupa de la inmatriculación de las fincas de las Administraciones Públicas y las entidades de Derecho público. Es destacable la desaparición de la posibilidad que la legislación de 1944-1946 otorgó a la Iglesia Católica de utilizar el procedimiento especial que regulaba aquel artículo. La autorización para que la Iglesia Católica utilizara aquel procedimiento especial [...] en muchos casos sin una titulación auténtica [...] posibilita la obtención de una titulación adecuada para la inmatriculación de bienes, hacen que se considere que la utilización de este procedimiento especial por la Iglesia Católica, teniendo su razón de ser indiscutible en el pasado, sea hoy innecesaria.»

### Constitucionalidad
Estos preceptos y normas han suscitado diversas controversias sobre su constitucionalidad, siendo discutido el razonamiento en diferentes publicaciones, como el apartado IV del Estudio sobre la inmatriculación de bienes inmuebles de la Iglesia, «La inmatriculación de fincas de la Iglesia católica por medio de certificación diocesana», o «La Inmatriculación en el Registro de la Propiedad de Inmuebles de la Iglesia Católica», entre otras.
Incluso, el Tribunal Europeo de Derechos Humanos se pronunció sobre este mecanismo inmatriculador en sentencia (fondo) de 4 de noviembre de 2014, cuestionando la posibilidad que la Iglesia Católica estuviera incluida en el ámbito del art. 206 de la Ley Hipotecaria, considerando «sorprendente, por decir lo menos, que un certificado expedido por el Secretario General del Obispo pueda tener el mismo valor que los certificados expedidos por funcionarios públicos con prerrogativas de poder público».
Por su parte, la Conferencia Episcopal Española considera que se pueden realizar estas inmatriculaciones, «como cualquier otra institución civil, social, deportiva, científica, académica que concurren en el espacio público y trabajan en el tejido de la sociedad».

### Valoraciones
En la exposición de motivos que acompaña al «Estudio sobre la inmatriculación de bienes inmuebles de la iglesia católica en el Registro de la Propiedad desde el año 1998 en virtud de certificación del diocesano respectivo» se hace constar que «los templos destinados al culto católico quedaban fuera del Registro de la propiedad al considerarse bienes de dominio público y los bienes de dominio público no se adquieren por la posesión en el tiempo», hecho que se modifica en la «reforma del Reglamento Hipotecario, llevada a cabo por el Real Decreto 1867/1998, de 4 de septiembre, por el que se modifican determinados artículos del Reglamento Hipotecario», una modificación que respondía a una triple finalidad: adaptación a reformas legales,
acomodación del ejercicio de la función del Registrador a las nuevas necesidades y regulación de figuras carentes de una reglamentación registral actualizada, «finalidades todas que en nada se relacionaban con el uso que la iglesia católica, en un abuso claro de derecho, ha hecho de esa modificación», lo que «permitió la rapacería por parte de la iglesia católica de un ingente número de inmuebles por los que además no paga tributo alguno.» 
Así, en este escrito, firmado por el Secretario de Estado de Relaciones con las Cortes y Asuntos Constitucionales, se afirma que «los artículos 206 de la Ley Hipotecaria y 304 del Reglamento Hipotecario, que permitieron las inmatriculaciones a nombre de la iglesia católica, son a todas luces inconstitucionales en cuanto vulneran los artículos 14 y 16 de la Constitución española.»

## Procesos de reversión
Los procesos de reversión de las inmatriculaciones, o la defensa de intereses particulares, suponen una serie de trámites judiciales en los que corresponde al demandante probar su derecho, la carga de la prueba u onus probandi pues, el inmatriculante, en este caso la Iglesia Católica, se fundamenta en «certificado expedido por el Secretario General del Obispo» que puede «tener el mismo valor que los certificados expedidos por funcionarios públicos con prerrogativas de poder público».
Estos procesos, como señala el propio TEDH (ver Un caso), suponen que «para que dicha declaración de nulidad y la inscripción posterior de la finca en el Registro de la Propiedad puedan darse, la demandante debería entablar un nuevo procedimiento ante las jurisdicciones internas», reconociendo que «el TEDH no puede obligar a la interesada a iniciar, ya sea un nuevo procedimiento para conseguir que la inscripción registral sea declarada nula y, en caso de ver atendida su petición, a iniciar aun otras acciones reivindicatorias de la propiedad», una sentencia de 2016 sobre «un asunto que se remonta a 1994».
Otras instancias proponen que el Gobierno de España impugne en bloque todas las inmatriculaciones.

### Un caso
En el caso recurrido ante el Tribunal Europeo de Derechos Humanos, referido al Monasterio de Santa Cruz de Ribas, también llamado de Santa Cruz de la Zarza, este tribunal reconoce que «la demandante había sido “víctima del ejercicio del derecho de inmatriculación reconocido a la Iglesia Católica por la legislación interna sin justificación aparente”». Así mismo, señala «en estas circunstancias, solo la declaración de nulidad de la inscripción registral a favor del Obispado de Palencia pondría a la interesada, dentro de lo que cabe, en una situación equivalente a la que se encontraba si las exigencias del artículo 1 del Protocolo № 1 no hubieran sido ignoradas».
Por otro lado, y tras varias reclamaciones al Obispado de Palencia efectuadas por el demandante, el Obispado le responde en los siguientes términos:

"la propiedad del Templo a que te refieres en tu carta pertenece desde siempre a la Diócesis de Palencia, debido a que, como bien sabes, la Ley de Desamortización de bienes de 2 de septiembre de 1841, en su artículo sexto exceptúa de tal desamortización los Edificios de las Iglesias Catedrales, parroquiales anejos о ayuda de parroquia; y como quiera que el Templo a que te refieres en tu carta, desde siempre ha sido Templo parroquial es evidente que nunca ha podido pasar tal inmueble a manos privadas".
SENTENCIA SOCIEDAD ANÓNIMA DEL UCIEZA. c. ESPAÑA

Al respecto, el TEDH, tras una extensa exposición en i. Sobre la existencia de una injerencia en el derecho de propiedad de la demandante, señala:

81. Consecuentemente, esta nueva inscripción, a instancia del Secretario General del Obispado de Palencia de la iglesia cisterciense en cuestión, como bien perteneciente a dicho Obispado, ha privado a la demandante de los derechos resultantes de la previa inscripción a su nombre del inmueble. Eso ha constituido por tanto una injerencia en el respeto de sus bienes.
SENTENCIA SOCIEDAD ANÓNIMA DEL UCIEZA. c. ESPAÑA

El Gobierno (español) argumenta que es «posible la restitutio in integrum mediante varios medios previstos en la legislación española», ante lo que, entre otras razones, se dicta: «en el presente caso, el TEDH estima que la imposibilidad de hacer anular la inmatriculación de la iglesia cisterciense en cuestión, realizada más de dieciséis años después que la demandante procediera a la inscripción registral del mismo bien», ha causado «unos inconvenientes considerables y una incertitud prolongada».
Y concluye que «en estas circunstancias, el TEDH considera que la mejor forma de reparación consiste en el otorgamiento por parte del Estado de una indemnización por el daño material y el daño moral que ha sufrido la interesada por el hecho de la injerencia en su derecho de propiedad».
Finalmente, se estipulan unas indemnizaciones monetarias, «que el Estado demandado debe abonar».
| CASTILLA Y LEÓN |           |                 |                    |         |                                       |                      |                                               |       |
| Palencia        |           |                 |                    |         |                                       |                      |                                               |       |
| REGISTRO        | N.º Orden | Municipio       | Título             | Tipo    | Templo y dependencias complementarias | Titular              | Título distinto de certificación eclesiástica | Total |
| Astudillo       |           |                 |                    |         |                                       |                      |                                               |       |
|                 |           | Ribas de Campos |                    |         |                                       |                      |                                               |       |
| "               | 33        | Ribas de Campos | SECANO EXCLUIDO    | Rústica |                                       | Diócesis de Palencia | NO                                            | 1     |
| "               | 34        | Ribas de Campos | Iglesia parroquial | Iglesia | SI                                    | "                    | NO                                            | 1     |

En la tabla informativa correspondiente al municipio de Ribas de Campos, registro de Astudillo, se señalan dos únicos registros inmatriculados, 33 y 34, cuyo titular es la Diócesis de Palencia, pudiendo ser la causa litigada el registro 33, SECANO EXCLUIDO, Rústica, pues se alega que «la demandante adquirió un terreno de regadío en Ribas de Campos. La adquisición del terreno se inscribió en el Registro de la Propiedad de Astudillo (Palencia). Además de los linderos del terreno y de su superficie total, el asiento de inscripción efectuado en 1979 refería que en la propiedad estaban enclavadas "una Iglesia, una casa, unas norias, un corral y un molino"», dado que el otro registro, 34, corresponde a una Iglesia parroquial, existiendo una iglesia en el núcleo poblacional, en la plaza central que, se supone, es la iglesia parroquial, lo que se puede consultar en cartografía Iberpix.
En todo caso, y según esa cartografía, existe «Mtro. Santa Cruz de la Zarza» en el entorno de El Pilón, sin indicarse iglesia.

## Identificación
«Las entidades referidas deberán aportar certificación catastral descriptiva y gráfica de la parcela o parcelas catastrales, que se corresponda con la descripción literaria y la delimitación geográfica de la finca cuya inmatriculación se solicita en la forma establecida en la letra b) del artículo 9. Solo en caso de que la finca careciese de certificación catastral descriptiva y gráfica, podrá aportarse una representación gráfica georreferenciada alternativa, la cual deberá corresponderse con la descripción literaria realizada y respetar la delimitación de los colindantes catastrales y registrales. A la representación gráfica alternativa deberá acompañarse informe del Catastro.»
La letra b) del artículo 9 especifica que se deberá aportar «la representación gráfica georreferenciada de la finca que complete su descripción literaria, expresándose, si constaren debidamente acreditadas, las coordenadas georreferenciadas de sus vértices.»
En la publicación sobre inmatriculaciones, en sus partes I y II, se incluyen una serie de tablas, con distinto contenido, más o menos explícito, variando de una fuente, Obispado o Diócesis, u otro, pero no se dispone de esa identificación geográfica, catastral o registral, que la citada ley establece.
| MURCIA       |           |              |                            |                     |                                       |                       |                                               |       |
| REGISTRO     | N.º Orden | Municipio    | Título                     | Tipo                | Templo y dependencias complementarias | Titular               | Título distinto de certificación eclesiástica | Total |
| Alcantarilla |           |              |                            |                     |                                       |                       |                                               |       |
| Alcantarilla | 1         | Alcantarilla | San José                   | Iglesia             | SI                                    | Obispado de Cartagena | NO                                            | 1     |
| "            | 2         | Alcantarilla |                            | Vivienda            |                                       | "                     | NO                                            | 1     |
| "            | 3         | Alcantarilla | Nuestra Señora de la Paz   | Ermita              | SI                                    | "                     | NO                                            | 1     |
| "            | 4         | Alcantarilla | Nuestra Señora de la Salud | Ermita              | SI                                    | "                     | NO                                            | 1     |
| "            | 5         | Alcantarilla | San Pedro                  | Complejo parroquial | SI                                    | "                     | NO                                            | 1     |

Las relaciones de bienes inmatriculados, expuestos en forma de tabla, disponen de una somera información, aun cuando sujeta a posibles interpretaciones, como el registro 1 de los bienes de Alcantarilla, San José, que puede ser que haga referencia a la Iglesia de Nuestra Señora de la Asunción, pero no deja der una opción sujeta a confirmación ante la indefinición de ciertos términos.
A este respecto, alguna Diócesis ha optado por publicar la relación de bienes de la Iglesia Católica que han sido inmatriculados en el Registro de la Propiedad en virtud de lo dispuesto en el artículo 206 de la Ley Hipotecaria, como la Diócesis de Cartagena, con un argumentario acompañado de la correspondiente información en que se identifican estos bienes con código de referencia catastral.
En otras tablas esta indefinición es aún mayor, pues no se aportan datos que permitan una mínima identificación, como la Tabla sobre bienes inmatriculados en la localidad de Bembibre, una indefinición acentuada por englobar dicha tabla la totalidad del municipio, conformado por ocho entidades locales menores más la propia Villa de Bembibre, un hecho que acrecienta esa indefinición y propicia la elucubración sobre la identificación de los bienes inmatriculados.
| CASTILLA Y LEÓN   |           |           |                     |                       |                                       |                     |                                               |       |
| León              |           |           |                     |                       |                                       |                     |                                               |       |
| REGISTRO          | N.º Orden | Municipio | Título              | Tipo                  | Templo y dependencias complementarias | Titular             | Título distinto de certificación eclesiástica | Total |
| Ponferrada N.º 02 |           |           |                     |                       |                                       |                     |                                               |       |
|                   |           | Bembibre  |                     |                       |                                       |                     |                                               |       |
| Bembibre          | 1         | BEMBIBRE  |                     | Iglesia               | SI                                    | Diócesis de Astorga | NO                                            | 1     |
| "                 | 2         | BEMBIBRE  |                     | Iglesia               | SI                                    | "                   | NO                                            | 1     |
| "                 | 3         | BEMBIBRE  |                     | Iglesia               | SI                                    | "                   | NO                                            | 1     |
| "                 | 4         | BEMBIBRE  |                     | Vivienda              | SI                                    | "                   | NO                                            | 1     |
| "                 | 5         | BEMBIBRE  |                     | Solar                 | SI                                    | "                   | NO                                            | 1     |
| "                 | 6         | BEMBIBRE  |                     | Iglesia               | SI                                    | "                   | NO                                            | 1     |
| "                 | 7         | BEMBIBRE  |                     | Iglesia               | SI                                    | "                   | NO                                            | 1     |
| "                 | 8         | BEMBIBRE  |                     | Ermita                | SI                                    | "                   | NO                                            | 1     |
| "                 | 9         | BEMBIBRE  |                     | Vivienda              | SI                                    | "                   | NO                                            | 1     |
| "                 | 10        | BEMBIBRE  |                     | Iglesia               | SI                                    | "                   | NO                                            | 1     |
| "                 | 11        | BEMBIBRE  |                     | Ermita                | SI                                    | "                   | NO                                            | 1     |
| "                 | 12        | BEMBIBRE  |                     | Iglesia               | SI                                    | "                   | NO                                            | 1     |
| "                 | 13        | BEMBIBRE  |                     | Ermita                | SI                                    | "                   | NO                                            | 1     |
| "                 | 14        | BEMBIBRE  |                     | Edificio              | SI                                    | "                   | NO                                            | 1     |
| "                 | 15        | BEMBIBRE  |                     | Complejo residencial  | SI                                    | "                   | NO                                            | 1     |
| "                 | 16        | BEMBIBRE  |                     | Botiquín y lavandería | SI                                    | "                   | NO                                            | 1     |
| "                 | 17        | BEMBIBRE  | COMPLEJO RESIdeNCIA | Invernadero           | SI                                    | "                   | NO                                            | 1     |

Esta información publicada sobre inmatriculaciones de la Iglesia católica en España genera dudas o preguntas de difícil respuesta, salvo la elucubración o especulaión, como, por ejemplo, si en el término municipal de Bembibre existen diez iglesias y se inmatriculan siete, sin ninguna referencia de nombre, advocación u otra forma que permita su identificación, cuales son las inmatriculadas y cuales no. Incluso, por qué razón unas sí lo son y otras no, llegando a plantear si la información publicada es correcta, completa.

### Resumen porCC. AA.
| COMUNIDAD AUTÓNOMA                                                                  | NOTAS SIMPLES | Templo y dependencias complementarias | Otros destinos* | Tipo certificación eclesiástica | Título distinto de certificación eclesiástica |
| ----------------------------------------------------------------------------------- | ------------- | ------------------------------------- | --------------- | ------------------------------- | --------------------------------------------- |
| Andalucía Occidental                                                                | 971           | 723                                   | 248             | 921                             | 50                                            |
| Andalucía Oriental                                                                  | 1140          | 831                                   | 309             | 838                             | 302                                           |
| Aragón                                                                              | 2054          | 1343                                  | 711             | 1974                            | 80                                            |
| Asturias                                                                            | 549           | 379                                   | 170             | 517                             | 32                                            |
| Baleares                                                                            | 219           | 171                                   | 48              | 169                             | 50                                            |
| Canarias - Las Palmas                                                               | 276           | 167                                   | 109             | 199                             | 77                                            |
| Canarias - Tenerife                                                                 | 256           | 191                                   | 65              | 208                             | 48                                            |
| Cantabria                                                                           | 2058          | 1161                                  | 897             | 1945                            | 113                                           |
| Castilla-La Mancha                                                                  | 1756          | 1031                                  | 725             | 1368                            | 388                                           |
| Castilla y León                                                                     | 10 243        | 6147                                  | 4096            | 8706                            | 1537                                          |
| Cataluña                                                                            | 4192          | 2134                                  | 2058            | 3650                            | 542                                           |
| Extremadura                                                                         | 982           | 668                                   | 314             | 893                             | 89                                            |
| Galicia                                                                             | 7131          | 2747                                  | 4384            | 6210                            | 921                                           |
| La Rioja                                                                            | 266           | 130                                   | 136             | 250                             | 16                                            |
| Madrid                                                                              | 364           | 179                                   | 185             | 235                             | 129                                           |
| Murcia                                                                              | 470           | 373                                   | 97              | 427                             | 43                                            |
| Navarra                                                                             | 1034          | 887                                   | 147             | 994                             | 40                                            |
| País Vasco                                                                          | 88            | 26                                    | 62              | 42                              | 46                                            |
| Valencia                                                                            | 912           | 726                                   | 186             | 789                             | 123                                           |
| TOTAL                                                                               | 34 961        | 20 014                                | 14 947          | 30 335                          | 4626                                          |
| * Otros destinos: Fincas rústicas, viviendas, solares, plazas de aparcamiento, etc. |               |                                       |                 |                                 |                                               |